# 938 TCN
938 TCN là một năm trong lịch La Mã.